# Michael Šimek
Michael Šimek (* 1. května 1962) je bývalý český fotbalista. Po skončení aktivní kariéry působí jako trenér.

## Fotbalová kariéra
V československé lize hrál za Slavii Praha. Nastoupil v 1 ligovém utkání. Ve druhé nejvyšší soutěži hrál za Vagónku Česká Lípa a Spartak Ústí nad Labem, nastoupil ve 48 utkáních a dal 2 góly.Ve 2. české národní fotbalové lize hrál za Viktorii Žižkov, nastoupil ve 23 utkáních a dal 6 gólů.

## Ligová bilance
| Ročník                                   | Zápasy | Góly | Klub                   |
| ---------------------------------------- | ------ | ---- | ---------------------- |
| 1. československá fotbalová liga 1982/83 | 1      | 0    | Slavia Praha           |
| česká národní fotbalová liga 1985/86     | 17     | 0    | Vagónka Česká Lípa     |
| česká národní fotbalová liga 1986/87     | 26     | 2    | Vagónka Česká Lípa     |
| česká národní fotbalová liga 1988/89     | 5      | 0    | Spartak Ústí nad Labem |
| CELKEM                                   | 49     | 2    |                        |